# Roberto Trashorras
Roberto Trashorras Gayoso, né le 28 février 1981 à Rábade (Espagne), est un footballeur espagnol évoluant comme milieu de terrain reconverti entraîneur.

## Biographie
En 1995, à l'âge de 14 ans, Trashorras arrive à La Masia, le centre de formation du FC Barcelone. Il quitte le club catalan en 2003 ne parvenant pas à se faire une place dans l'équipe première.
En 2011, Trashorras rejoint le Rayo Vallecano. Durant l'hiver 2018, il  résilie son contrat après sept saisons passées au club.

## Palmarès
Vierge